# 合金接合型トランジスタ
合金接合型トランジスタ（ごうきんせつごうがたトランジスタ）は、トランジスタの一形式。

## 概要
1947年12月にベル研究所で点接触型トランジスタが開発されたものの、品質(特に高周波特性)が安定せず、歩留まりも低いため、量産には適さなかった。点接触に起因する欠点を取り除くために1948年6月23日にベル研究所でウィリアム・ショックレーによって最初の接合型トランジスタである成長接合型トランジスタが試作され、続いて1951年には合金型トランジスタがRCAとゼネラル・エレクトリックで開発された。
当初、成長接合型トランジスタは品質が安定していなかったため、大量生産には適しておらず、合金接合型トランジスタは最初に大量生産された接合型トランジスタだった。点接触型トランジスタよりも品質が安定していて、生産性も高かったものの、無線機等で使用するために高周波特性を高めるためにはベース層を薄くする必要があったが、構造上、ベース層を薄くしようとすれば、機械的な強度が不足することになるため、物理的な限界があった（ベース層が薄くなりすぎるとトンネル効果が発生し、トランジスタとしては使えなくなる）。そのような欠点を解消したのがメサ型トランジスタをはじめとする拡散型トランジスタだった。拡散型トランジスタは合金型トランジスタのように両面に拡散する必要がないのでベース層を薄くする事が容易で高周波特性が優れていた。
生産性、高周波特性共に優れたプレーナー型トランジスタが普及すると廃れた。

## 構造
インジウムの粒を薄いゲルマニウムの薄片の両面に置いて熱処理で接合するとインジウムがゲルマニウム内に拡散してPN接合を形成する。

## 特徴
- 特性のバラツキが小さく、品質管理が比較的容易
- 振動に対して強い
- 拡散型と比較して高周波特性が劣る

## 用途
初期のラジオやコンピュータなどに使用された。